# Milan Kapetanović
Pour les articles homonymes, voir Kapetanović.
Milan Kapetanović (en serbe cyrillique : Милан Капетановић ; né en 1854 et mort en 1932) est un architecte et un homme politique serbe.

## Biographie
Milan Kapetanović fut ministre de l'Économie nationale du Gouvernement du royaume de Serbie en 1911 et 1912 puis ministre de la Construction en 1918-1919. Il fut aussi superviseur pour la reconstruction à Berlin et à Wiesbaden jusqu'en 1927 et doyen de la Haute école à Belgrade en 1901-1902.

## Œuvres
Milan Kapetanović a été le premier à aménager le site de la forteresse de Belgrade. Ces aménagements ont été maintenus jusqu'à la Première Guerre mondiale.
En 1908, il a également construit une première synagogue séfarade, située à l'emplacement de l'actuelle Galerie des fresques et construite dans un style mauresque. Le roi Pierre Ier en posa la première pierre. Elle a été détruite pendant la Seconde Guerre mondiale.
Parmi les œuvres de l'architecte encore visibles à Belgrade, l'école élémentaire de Dorćol, construite en 1893, est inscrite sur la liste des biens culturels de la ville de Belgrade. Elle fut, en son temps, l'une des plus modernes de Serbie.
La maison de Jevrem Grujić, construite en 1896, est caractéristique de l'architecture éclectique. En raison de sa valeur architecturale, cette maison figure sur la liste des monuments culturels de grande importance de la république de Serbie et sur la liste des biens culturels protégés de la ville de Belgrade.
Il a construit la maison de Beta et Rista Vukanović (13 rue Kapetan Mišina), en 1901, pour servir de résidence et d'atelier à ce couple de peintres. La maison est elle aussi classée.